# دلفين
الدُّلْفِين  أو الدُّخَس أو التُّخَس أو الدرفيل هي حيوانات ثديية مائية. الدلافين لها صلة قريبة بالحيتان وخنازير البحر. ويوجد تقريباً أربعين نوعاً من الدلافين، والتي تتوزع على 17 جنساً. وتتراوح أحجامها بين 1.2 متراً وأربعون كيلوغراماً - كدلفين ماوي - إلى 9.5 أمتار وعشرة أطنان - كالأوركا -. وهي تعيش في جميع بحار العالم، وخاصة في البحار الأقل عُمقاً عند الأرصفة القارية. وهي من آكلات اللحوم التي تتغذى على الأسماك والحبار.
يتراوح حجم الدلافين من دلفين ماوي الذي يبلغ طوله 1.7 متر (5 أقدام و7 إنشات) ووزنه 50 كجم (110 أرطال)، إلى الحوت القاتل (الأوركا) الذي يبلغ طوله 9.5 متر (31 قدمًا 2 إنشًا) ووزنه 10 أطنان مترية (حوالي 11 طن أمريكي قصير). تظهر أنواع مختلفة من الدلافين ازدواجًا جنسيًا الشكل، إذ يكون الذكر أكبر حجمًا من الأنثى. تمتلك الدلافين أجسامًا انسيابية وطرفين معدلين ليشكلا زعانف صدرية. وعلى الرغم من أنها ليست مرنة كالفُقَم، لكنها أسرع؛ إذ يمكن لبعض الأنواع أن تبلغ سرعة مؤقتة تصل إلى 29 كلم/س (18 ميل/س) أو تقفز حتى 9 أمتار (30 قدمًا). تستخدم الدلافين أسنانها المخروطية للإمساك بالفريسة السريعة الحركة. تتمتع بحاسة سمع متطورة قادرة على العمل في الهواء والماء، وهي متطورة جدًا لدرجة أن بعضها يمكن أن يعيش حتى وإن فقد البصر. كما أن بعض الأنواع متكيفة جيدًا للغوص إلى أعماق كبيرة. تمتلك طبقة من الدهن تحت الجلد (blubber) للحفاظ على الدفء في المياه الباردة.
تنتشر الدلافين على نطاق واسع. تفضل معظم الأنواع المياه الدافئة المدارية، لكن بعضها، مثل دلفين حوتي صائب، يفضل المياه الباردة. تتغذى الدلافين أساسًا على الأسماك والحبار، بينما بعضها، مثل الأوركا، يتغذى على الثدييات البحرية الكبيرة مثل الفقم. يتزاوج ذكور الدلافين عادة مع عدة إناث سنويًا، بينما تتزاوج الإناث كل سنتين إلى ثلاث سنوات. تولد العجول (الدلفين الصغير) عادة في فصلي الربيع والصيف، وتتحمل الأمهات وحدهن مسؤولية تربيتها، وقد تصوم الأمهات من بعض الأنواع وتقوم بإرضاع صغارهن لفترة طويلة نسبيًا.
تنتج الدلافين تنوّعًا صوتيًا يشمل النقرات والصفارات.
يصطاد الدلافين أحيانًا في مناطق مثل اليابان في نشاط يعرف بـصيد القيادة (dolphin drive hunting). بالإضافة إلى ذلك، تواجه الدلافين تهديدات مثل الصيد العرضي (bycatch)، وفقدان الموطن، والتلوث البحري. تم تصوير الدلافين في ثقافات متعددة حول العالم. كما تحتجز في الأسر ويتم تدريبها لأداء عروض، حيث يعد دلفين الأنف القنينة الأكثر شيوعًا في السيرك، ويقدر عدد حيتان الأوركا في الأسر بحوالي 60 حوتًا.

## أصل التسمية
ورد في المعاجم العربية القديمة (قاموس المحيط ، ولسان العرب) تعريف الدُّلْفِين أو الدُّخَس بأنه : دابة في البحر تنجي الغريق ، تمكنه من ظهرها ، ليستعين على السباحة .
أصل كلمة «الدُّلْفِين» قادمة من كلمة δελφίς (دِلفِس) اليونانية، المرتبطة مع كلمة δελφύς (دِلفوس) التي تعني الرحم. لذلك يكون معنى الترجمة الحرفية لكلمة الدُّلْفِين اليونانية: ”سمكة ذات رحم“. وقد استعارت اللغة اللاتينية فأصبح يسمى الدُّلْفِين باللاتينية delphinus (هي رومنة لكلمة δελφῖνος (دُلفينوس) في اليونانية المتأخرة)، والتي تغيرت إلى dolfinus في اللاتينية الوسطى وdaulphin في الفرنسية القديمة، حيث أعادت إحلال حرفي ph محل حرف f. تاريخياً؛ استعملت كلمة mereswine التي تعني خنزير البحر.
تشير كلمة الدُّلْفِين لعدة معاني:
- أي نوع من أنواع عائلة الدلافين المحيطية (Delphinidae).
- أي نوع من أنواع عائلة الدلافين النهرية (Platanistoidea).
- أي نوع من أنواع طبقة الحيتان المسننة (Odontoceti)
- وغالباً ما تكون مرادفة للدُّلْفِين الشائع المعروف باسم Bottlenose dolphin.

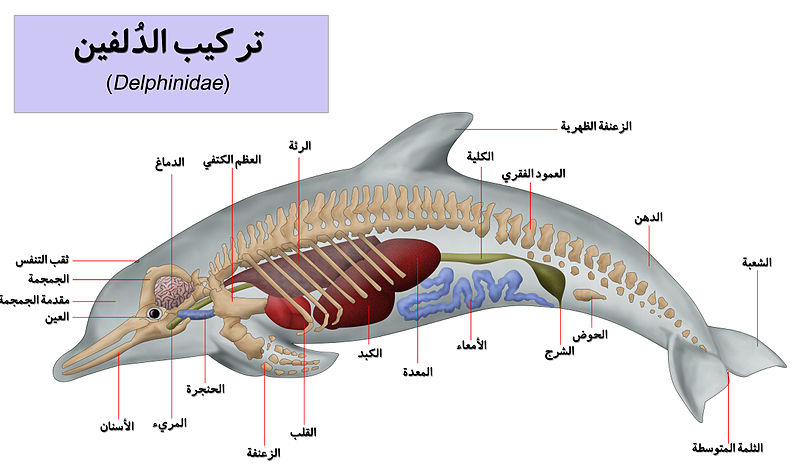
تركيب الدُلفين

## التطور
تنحدر الدلافين من ثدييات أرضية تتبع رتبة مزدوجات الأصابع. وهي مرتبطة بـ Indohyus، ثديي منقرض يشبه ظبيًا صغيرًا، انفصل سلفها التطوري قبل نحو 48 مليون سنة.
بدأت الحيتانيات البدائية، التكيف مع الحياة البحرية منذ نحو 49 مليون سنة، وأصبحت مائية تمامًا بعد 5 إلى 10 ملايين سنة. يعد مصطلح Archaeoceti فصيلة فرعية تشمل الحيتان القديمة؛ وتمتد للتعريف بالحيتان التي كانت تعيش بالقرب من الماء ثم تطورت لتصبح مائية، وبعضها احتفظ بأرجل أو أسنان غير متماثلة. من أبرز التحولات التشريحية: تطور آلية السمع لنقل الاهتزازات من الفك إلى عظام الأذن (ظهر في Ambulocetus قبل نحو 49 مليون سنة)، وتشكل جسم انسيابي ونمو الزعانف الذيلية (Protocetus قبل 43 مليون سنة)، وهجرة فتحات الأنف إلى قمة الجمجمة وتحول الأطراف الأمامية إلى زعانف (Basilosaurus قبل 35 مليون سنة)، وتقلص واختفاء الأطراف الخلفية مع ظهور أول الحيتان ذات الأسنان والبلينية قبل نحو 34 مليون سنة. الهيكل العظمي الحالي للدلفين يحتوي على عظمتين حوضيتين صغيرتين تعد أطرافًا خلفية أثرية. في أكتوبر 2006، تم اكتشاف دلفين أنف قنينة غير معتاد في اليابان، كان يمتلك زعانف صغيرة جانبية لشق الأعضاء التناسلية، يعتقد بأنها بقايا متطورة لهذه الأطراف الخلفية.
أقرب الأقارب الأحياء للحيتانيات اليوم هي أفراس النهر، إذ يتشاركون في سلف شبه مائي انقسم عن بقية ذوات الحوافر ذات الأصابع الزوجية قبل نحو 60 مليون سنة. قبل نحو 40 مليون سنة، انقسم هذا السلف إلى خطين: الحيتانيات وAnthracotheres؛ وAnthracotheres انقرضت بنهاية العصر الجليدي قبل 2.5 مليون سنة، ولم يتبقى سوى نوعي فرس النهر.

## وصلات خارجية
- الدلافين وفقاقيعها الحلقية من مجلة العلوم الأمريكية - النسخة العربية
- الحيوان البري في البلاد العربية من الموسوعة العربية العالمية